# Braid
Pour l’article homonyme, voir Braid (homonymie).
Braid est un jeu vidéo développé par Jonathan Blow. Sorti en 2008 sur Xbox Live Arcade. Une version Windows est également disponible depuis le 10 avril 2009 sur les plates-formes Greenhouse, Impulse, Steam et GamersGate. Un portage vers Mac OS X est disponible depuis le 20 mai 2009, sur le PlayStation Network depuis le 12 novembre 2009 et sur Linux depuis 2010. Une édition anniversaire est sortie en 2024 sur Nintendo Switch, PlayStation 4, PlayStation 5, Windows, Xbox One et Xbox Series.
L’histoire est centrée sur Tim, un homme en quête pour sauver une princesse. Le principe de jeu mêle plates-formes et réflexion. Le joueur doit résoudre des casse-têtes basés sur la manipulation du temps.
Braid est un immense succès critique. Le jeu est acclamé pour la qualité du game design, ses graphismes picturaux, les puzzles ingénieux, l’histoire intelligente. Il est considéré comme l’un des meilleurs titres de l’année 2008. Avec World of Goo, sorti quelques mois plus tard, les deux jeux sont des emblèmes du jeu vidéo indépendant. Le succès commercial de Braid est perçu comme un exemple de viabilité du modèle économique utilisé.

## Système de jeu
Le jeu se présente comme un jeu de plate-forme classique, cependant, le héros dispose d'un pouvoir lui permettant de remonter le temps.
Le joueur devra donc résoudre des énigmes en utilisant cette capacité spéciale, ce qui fait du jeu un mélange de plate-forme et de puzzle-game.

## Réalisation
Les graphismes de Braid ont été réalisés par David Hellmann, dans un style pictural. La bande son du jeu est constituée de morceaux achetés sur Magnatune, composés par Jami Sieber, Shira Kammen et Cheryl Ann Fulton,.

## Deuxième lecture
Le jeu aurait été conçu sur deux niveaux de lecture. Derrière l'histoire d'amour entre le personnage principal et la princesse serait cachée une histoire beaucoup moins romanesque : l'élaboration de la première bombe atomique.

## Développement

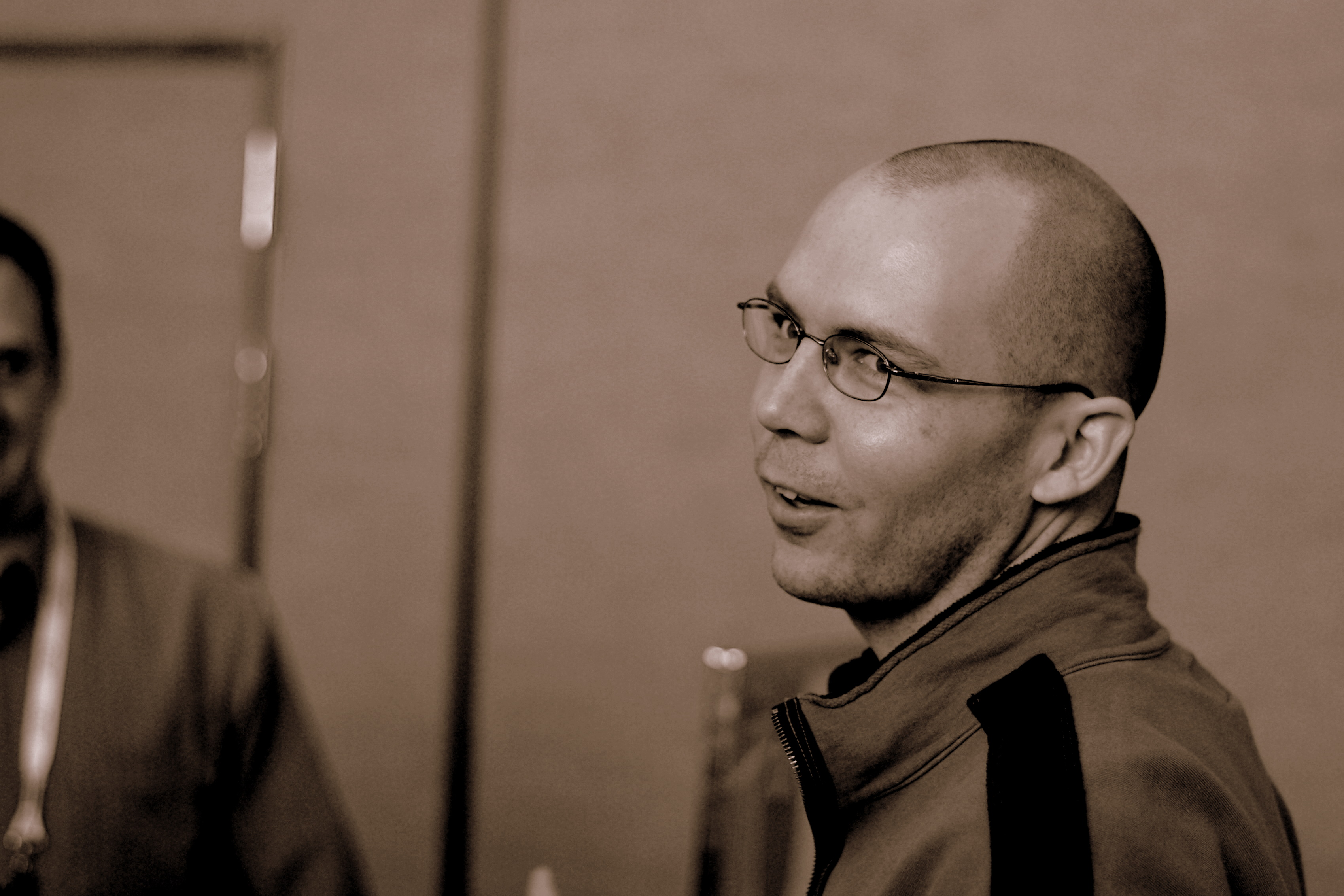
Jonathan Blow a conçu et développé Braid.

Braid a été conçu en 2006 par Jonathan Blow.
En 2007, Braid est présenté à la Guerrilla Games Competition organisée dans le cadre du Slamdance Film Festival. Pour protester contre l’éviction de Super Columbine Massacre RPG!, Blow décide de retirer Braid de la compétition. Il est suivi dans cette démarche par d’autres développeurs, dont thatgamecompany.
Blow estime qu’il a dépensé 180 000 $ dans le jeu, pendant les trois années de développement[Passage contradictoire].
David Hellman a réalisé les graphismes de la version 2008, dans un style pictural.
Les musiques de la bande son n'ont pas été composées spécialement pour le jeu, mais ont été achetées sur un site de musique spécialisé. Cela a permis d'une part, de ne pas avoir à engager de compositeur de musique, et d'autre part d'avoir des musiques de grande qualité.
Dès la sortie du jeu, Blow annonce vouloir porter le jeu sur d'autres plates-formes, en premier lieu Windows, puis sur Macintosh. Il a déclaré qu’une version pour le PlayStation Network était à l’étude, mais qu’une version WiiWare n’était pas possible en raison des limitations de taille du service.
Une version Windows est sortie le 10 avril 2009. Blow fixe initialement un prix de vente annoncé de 20 $, en se basant sur le coût d’autres jeux indépendants comme World of Goo, Crayon Physics Deluxe ou Aquaria. Ce montant est cependant critiqué, car 5 $ plus élevé que la version sur Xbox Live Arcade. Blow décide d’aligner le prix de vente du jeu sur 15 $, déclarant qu’il préférait que les gens parlent du jeu plutôt que de son coût. Le jeu fut inclus dans le second Humble Bundle, introduisant pour l'occasion sa version Gnu/Linux.

## Accueil

### Critique
Braid s'est écoulé à plus de 50 000 exemplaires lors de la première semaine de commercialisation.
Il a reçu des critiques très positives de la presse spécialisée. Les sites GameRankings et Metacritic, qui effectuent des moyennes à partir de nombreuses publications, lui attribuent tous les deux un score supérieur à 90 %.
Le jeu reçoit plusieurs récompenses de la presse. Il figure trois fois dans le classement de Gamasutra du meilleur de l’année 2008, troisième meilleur jeu téléchargeable, huitième meilleur jeu de l’année, et mention dans les cinq meilleurs mécanismes de jeu. GameSpot le sélectionne trois fois dans son classement des meilleurs jeux de 2008, catégorie « Meilleur jeu de plates-formes », 
« Meilleur jeu inédit téléchargeable » 
et « Meilleure bande-son tierce ».

### Récompenses
Le jeu a remporté le Prix de l'innovation en Game design lors de l'Independent Games Festival 2006.